# Сахрана краља Николе на Цетињу
Никола I Петровић је преминуо 2. марта 1921. и сахрањен је у руској цркви у Санрему (Италија) али је 1. октобра 1989. године пренето његово тело као и тело његове жене краљице Милене и њихових ћерки принцезе Ксеније и Вјере и сахрањени уз највише почасти на Ћипуру (Цетиње, СР Црна Гора, СФР Југославија).

## Присутни
- Данило, митрополит црногорско-приморски
- Бранко Костић, предсједник Предсједништва СР Црне Горе
- Никола Петровић (принц), праунук краља Николе
- Амфилохије Радовић, епископ банатски